# Don Aitkin
Don Aitkin AO (1937-2022) fue un politólogo, escritor y administrador australiano. Hasta 2012 fue presidente de la Autoridad de la Capital Nacional de Australia. Se desempeñó como Vicerrector y presidente de la Universidad de Canberra de 1991 a 2002, y como vicepresidente del Comité de Vicerrectores de Australia en 1994 y 1995. Desempeñó un papel influyente en la evolución de las políticas nacionales de investigación y educación superior desde mediados de la década de 1980, cuando era presidente del Comité Australiano de Becas de Investigación, miembro del Consejo Australiano de Ciencia y Tecnología y presidente de la Junta del Instituto de Estudios Avanzados de la Universidad Nacional de Australia. Nombrado primer presidente del Consejo Australiano de Investigación en 1988 estableció el nuevo organismo como un consejo nacional de investigación de clase mundial; su financiación se triplicó durante su mandato. Fue nombrado Oficial de la Orden de Australia en 1998. 

## Biografía

### Educación
Se educó primero en Historia, recibió una Maestría en Artes con Honores de Primera Clase en la Universidad de Nueva Inglaterra en 1961 (el primer título de este tipo que se otorgó en esa Universidad) y pasó a Ciencias Políticas para obtener su doctorado (ANU, 1964). La obtención de una beca postdoctoral itinerante lo llevó luego a Oxford. También trabajó en el Instituto de Investigación Social de la Universidad de Michigan en Ann Arbor antes de regresar a Australia como investigador en la ANU. Fue nombrado Profesor Fundacional de Política en la Universidad Macquarie en 1971 y regresó una vez más a la ANU en 1980 como Profesor de Ciencias Políticas en el Departamento en el que estudió para su doctorado.

### Carrera de posgrado
Ha escrito o editado trece libros, uno de ellos una novela, otro una memoria familiar y el resto se centra en uno u otro aspecto de la historia, la política y la educación de Australia. Su reciente ¿Para qué fue todo? The Reshaping of Australia, publicado en 2005, fue ampliamente discutido, y sus libros sobre el Country Party y sobre el comportamiento político australiano tienen hoy autoridad. Fue elegido miembro de la Academia de Ciencias Sociales de Australia en 1975, uno de los miembros más jóvenes jamás elegidos, miembro del Colegio Australiano de Educadores en 1995 y miembro honorario del Real Instituto Australiano de Planificación en 2001. La Universidad de Canberra le otorgó el título de Doctor de la Universidad, honoris causa, en 2002 y lo nombró Profesor Emérito; la Universidad de Nueva Inglaterra le otorgó el título de Doctor en Letras, honoris causa, en 2004. Don Aitkin desempeñó un papel destacado en el establecimiento del Consorcio Australiano para la Investigación Social y Política Inc., del que fue presidente de 1984 a 1986, y de la Asociación de Ciencias Políticas de Asia y el Pacífico, del que fue secretario general de 1983 a 1986. Fue presidente de la Asociación de Estudios Políticos de Australasia en 1979 y tesorero durante mucho tiempo (1981 a 1986).
Don Aitkin se hizo muy conocido en Australia en la década de 1970, como columnista muy leído en el ahora desaparecido National Times y como comentarista de televisión. Es columnista de The Australian Financial Review y durante un año fue editor colaborador de Newsweek . En su juventud fue un apasionado jugador de tenis y squash (University Blue for Squash Racquets, 1964), pero ahora está más interesado en la música y el senderismo. Nacido en 1937 en Sydney, ha pasado más de la mitad de su vida en Canberra, donde fue Consejero del Consejo Empresarial de Canberra durante casi doce años, y es Embajador Honorario de ACT, Presidente de la NRMA/ACT Road Safety Trust, el presidente de la Corporación de Instalaciones Culturales, el presidente de Pro Musica Inc y un miembro del Consejo Asesor Ministerial de Turismo. Fue Director de ArtSound FM entre 2004 y 2006. Fue presidente de la empresa de investigación y desarrollo Agrecon, con sede en Canberra, durante once años y fue su director ejecutivo durante unos meses en 2002 y 2003. Fue presidente del Australian Mathematics Trust de 1992 a 2004 y del Consejo Nacional de Olimpiadas (el organismo que organiza la participación australiana en las Olimpiadas de matemáticas, física, química, biología e informática) de 1997 a 2004. A petición del gobierno de ACT, presidió la Revisión de la legislación escolar en ACT en 1999 y 2000. En la última década se ha involucrado en el trabajo de políticas de investigación en Canadá, desempeñándose como presidente del Comité de Evaluación Multidisciplinario de la Fundación Canadiense para la Innovación y como miembro del Panel Blue Ribbon de Investigación en Ciencias Sociales y Humanidades de Canadá. Consejo y un comité de Cátedras de Investigación de Excelencia de Canadá.

## Familia
Él y su difunta esposa Beverley, quien se desempeñó como enfermera clínica consultora y ocupó puestos de alta dirección en un hospital de Canberra. Tuvo 5 hijos propios, 4 de su primer matrimonio y 1 con su segunda esposa antes de establecerse por el resto de su vida con Beverly, quien tuvo 4 hijos propios.